# De wind in de wilgen (kinderboek)
De wind in de wilgen (uit het Engels: The Wind in the Willows) van de Schotse schrijver Kenneth Grahame is een van de bekendste kinderboeken aller tijden. Het werd voor het eerst gepubliceerd in 1908. Pas in 1930 verscheen de eerste Nederlandse vertaling, met illustraties van Tjeerd Bottema.

## Analyse
Kenneth Grahame werd in 1859 geboren in Edinburgh. Toen hij vijf jaar oud was, overleed zijn moeder, waarna hij bij zijn grootmoeder in Berkshire in huis kwam. De periode tussen zijn vijfde en zijn negende, toen hij naar een kostschool werd gestuurd, waren bepalend voor het ontstaan van The Wind in the Willows. Het groene, idyllische landschap van Berkshire, waardoor de rivier de Theems stroomt, stond model voor dat in het boek.
Het boek begon als een serie verhalen die Grahame vertelde en later in brieven schreef aan zijn enige kind, de in 1899 geboren Alastair. Pas in 1908 werd het voor het eerst gepubliceerd. Opgemerkt zij dat andere klassieke kinderboeken zoals Alice in Wonderland en Winnie the Pooh op een vergelijkbare manier ontstonden.
“De wind in de wilgen” is leesbaar voor mensen van alle leeftijden.
Alice en Pooh worden wel voornamelijk als kinderboeken beschouwd, maar worden ook door academici geanalyseerd. Soms niet geheel serieus, vanwege de filosofie die er in verwerkt is of zou zijn. Dit geldt niet voor The Wind, dat een rechttoe rechtaan verhaal is. 
Wel is het zo dat het boek een indruk geeft van de Engelse klassenmaatschappij, ook al zijn de meeste personages dieren. Toad is duidelijk heel rijk, maar ook Rat, Mole en Badger lijken niet te hoeven werken om in hun levensonderhoud te voorzien, iets wat niet voor alle personages geldt. In het boek komen zowel dieren als mensen voor, maar de sociale verhoudingen tussen die twee groepen zijn niet helemaal duidelijk. In het eerste hoofdstuk zegt Rat dat achter het Wild Wood de "Wide World" ligt, waar hij niets van wil weten. De eerste pagina's van het vijfde hoofdstuk geven het idee dat de dieren grotendeels onafhankelijk zijn van de mensenwereld, maar gezien Pads celstraf vallen ze er juridisch wel onder.
Het boek is ook een ode aan het platteland van Berkshire en dan vooral in de zomer, getuige bijvoorbeeld dit fragment uit het derde hoofdstuk:
They recalled the languorous siesta of hot midday, deep in green undergrowth, the sun striking through in tiny golden shafts and spots; the boating and bathing of the afternoon, the rambles along dusty lanes and through yellow cornfields; and the long cool evening at last, when so many threads were gathered up, so many friendships rounded, and so many adventures planned for the morrow.
The Wind bevat overigens meer van dit soort lange, poëtische omschrijvingen, die in een hedendaags kinderboek niet voorkomen.

## Personages

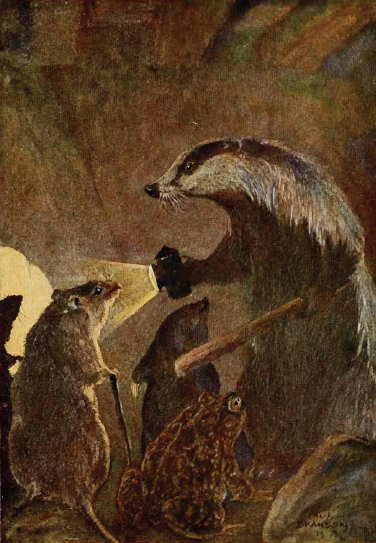
De vier hoofdpersonages, afgebeeld door Paul Bransom in 1913

De vier belangrijkste personages uit het boek worden hieronder kort beschreven. Geen van hen lijkt een vrouw of kinderen te hebben of gehad te hebben.
- Water Rat - Woont aan de rivier, die alles voor hem betekent. Verstandig en intelligent.
- Mole (Mol) - Woont in een ondergronds huis. Bangig.
- Badger (Das) - Woont in het Wild Wood, waar hij gerespecteerd en gevreesd wordt. Verstandig, maar vaak erg humeurig en het liefst alleen.
- Toad (Pad) - Woont op het landgoed Toad Hall ("Paddenburg"). Rijk, erg verwaand en onvolwassen, maar vriendelijk, welbespraakt en gastvrij. Verzot op boten, auto's en dergelijke. ("Poop-poop!", zijn imitatie van een claxon, is een van de bekendste dingen uit het boek.)

## Samenvatting

#### Hoofdstuk 1: The River Bank
Het verhaal begint als Mol bezig is met de voorjaarsschoonmaak. Gelokt door het mooie weer gaat hij naar buiten, waar hij op een gegeven moment voor het eerst in zijn leven de rivier ziet, die hij prachtig vindt, en Rat ontmoet. Deze neemt hem mee voor een tochtje in zijn roeiboot, waarna ze een picknick houden. Ze zien Pad, ook in een roeiboot.

#### Hoofdstuk 2: The Open Road
Op verzoek van Mol gaan hij en Rat op een zomerdag op visite bij Pad. Deze heeft alweer genoeg van boten en wil nu met een door een paard getrokken woonwagen op pad. Rat en Mol gaan mee. Wanneer het paard schrikt van een met hoge snelheid passerende auto komt de wagen in een sloot terecht, maar dit kan Pad niets schelen. Hij wil nu zelf ook een auto hebben.

#### Hoofdstuk 3: The Wild Wood
Mol wil erg graag Das een keer ontmoeten, maar Rat houdt de boot af, wetende dat Das een hekel heeft aan visite. Op een winterdag gaat Mol in zijn eentje naar het Wild Wood, waar hij verdwaalt en in de duisternis allerlei enge gezichten ziet. Rat vindt hem na enige tijd, maar wanneer het begint te sneeuwen, weet hij de weg ook niet meer. Bij toeval vinden ze het huis van Das.

#### Hoofdstuk 4: Mr Badger
In het enorme ondergrondse huis van Das krijgen Rat en Mol te eten en droge kleren. Rat vertelt dat Pad al zo'n zes auto's total loss heeft gereden. Das besluit dat hij hier na de winter iets aan gaat doen.

#### Hoofdstuk 5: Dulce Domum
Onderweg naar het huis van Rat ruikt Mol opeens zijn eigen huis, waar hij sinds zijn ontmoeting met Rat niet meer geweest is,en heimwee overvalt hem. Hij en Rat besluiten ernaartoe te gaan.

#### Hoofdstuk 6: Mr Toad
Op een zomerdag komt Das langs, die iets aan Pads obsessie met auto's wil gaan doen. Das praat op Pad in, maar omdat dat niet helpt, besluit hij om hem onder huisarrest te plaatsen. Pad weet te ontsnappen en steelt een auto, waarna hij tot twintig jaar cel wordt veroordeeld.

#### Hoofdstuk 7: The Piper at the Gates of Dawn

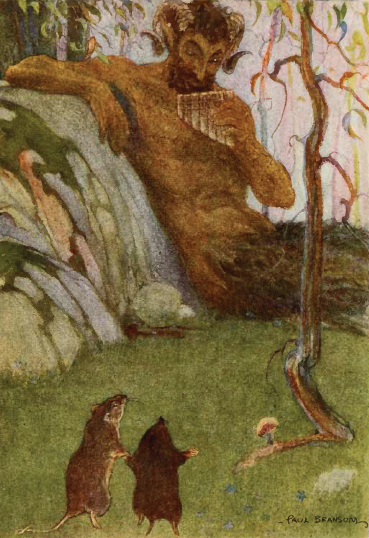
The Piper at the Gates of Dawn

Rat gaat op bezoek bij zijn oude vriend Otter en hoort daar dat diens zoontje wordt vermist. Rat en Mol besluiten hem 's nachts per roeiboot te gaan zoeken. Op een gegeven moment horen ze muziek die zo mooi is dat ze niet anders kunnen dan op zoek gaan naar de maker ervan. Vlak voor zonsopgang vinden ze op een klein eilandje in de rivier de god Pan, die het kind bij zich heeft. Rat en Mol, wiens herinneringen Pan heeft uitgewist, brengen het terug bij zijn ouders.

#### Hoofdstuk 8: Toad's Adventures
Met de hulp van de dochter van de cipier weet Pad, vermomd als wasvrouw, uit de gevangenis te ontsnappen. Een treinmachinist helpt hem uit handen van zijn achtervolgers te blijven.

#### Hoofdstuk 9: Wayfarers All
Aan het einde van de zomer wandelt Rat door de omgeving en praat hij met veldmuizen en zwaluwen, die zich ieder op hun eigen manier voorbereiden op de winter. Ook ontmoet hij de Sea Rat, die hem vertelt over onder meer Venetië en Constantinopel. Rat besluit ook op reis te gaan, maar Mol weet hem tegen te houden.

#### Hoofdstuk 10: The Further Adventures of Toad
Pad, die nog steeds als wasvrouw verkleed is, komt een trekschuit tegen en krijgt ruzie met de eigenares ervan. Hij steelt haar paard en verkoopt het aan een zigeuner. Inmiddels begint hij trots te worden op zijn ontsnapping en zingt een arrogant liedje waarvan het eerste couplet als volgt luidt:
The World has held great Heroes,
As history-books have showed;
But never a name to go down to fame
Compared with that of Toad!
Als hij een auto ziet aankomen, besluit hij te gaan liften, maar toevallig is het de auto die hij eerder gestolen had. De inzittenden herkennen hem echter niet en nemen hem mee. Pad kan zich niet beheersen en vraagt of hij ook een stukje mag rijden, wat al snel tot een ongeluk leidt. Hij slaat op de vlucht en bereikt het huis van Rat.

#### Hoofdstuk 11: 'Like Summer Tempests Came His Tears'
Rat vertelt Pad dat diens huis, hoewel Das en Mol erop pasten, is ingenomen door een groep wezels, hermelijnen en fretten uit het Wild Wood, die er wilde feesten houden. Das vertelt dat er een geheime gang van de rivier naar Toad Hall is.
De titel is een (enigszins gewijzigde) regel uit het gedicht Home They Brought Her Warrior Dead van Tennyson.

#### Hoofdstuk 12: The Return of Ulysses
Via de geheime gang weten Das, Rat, Mol en Pad binnen te komen en relatief eenvoudig de indringers te verjagen.
De titel van dit hoofdstuk verwijst naar het einde van Homerus' epos de Odyssee, waarin de teruggekeerde Odysseus op extreem gewelddadige wijze afrekent met de mannen die zijn huis min of meer in bezit hebben genomen.

## Trivia
- De debuut-lp van Pink Floyd werd door Syd Barrett vernoemd naar het zevende hoofdstuk: The Piper at the Gates of Dawn (1967).
- In 1996 kwam er een bioscoopfilm uit naar het boek, met Eric Idle als Rat en Terry Jones als Pad en regisseur. Ook is het bewerkt tot tekenfilm en poppenserie.
- In 1996 verscheen een stripbewerking door Michel Plessix. Hij zou tevens een vervolgreeks maken met de titel De Wind in de Woestijn, waarin Plessix het hoofdstuk Wayfarers All uitwerkt tot een geheel nieuw avontuur waarin Mol, Rat, Das en Pad naar Afrika reizen.
- In het boek Raveleijn van Paul van Loon leest Maurits dit boek voor aan zijn pad die hij Meneer Pad noemde, een van de hoofdpersonen.